# Шри Дайя Мата
Шри Да́йя Ма́та (англ. Sri Daya Mata, урождённая Фэй Райт (англ. Faye Wright); 31 января 1914 года, Солт-Лейк-Сити — 30 ноября 2010 года, Лос-Анджелес, Калифорния, Соединённые Штаты Америки) — президент и духовная глава всемирной религиозной организации Self-Realization Fellowship и индийского общества Yogoda Satsanga Society of India в период с 1955 по 2010 годы.
Была широко известна среди духовных деятелей и знаменитостей, интересовавшихся восточными учениями и духовностью в целом. Так, Мать Тереза благодарила её за обширную гуманитарную деятельность в Индии, а индийская святая Анандамайи Ма, встречавшаяся с Дайя Матой в 1959 году, восхваляла её за отражение духовных идеалов Парамахансы Йогананды. Среди известных личностей, высоко оценивших её духовные заслуги, были в том числе музыканты Джордж Харрисон и Элвис Пресли, помощник Генерального секретаря ООН по координации политики и межучрежденческим вопросам Чакраварти Нарасимхан (написал предисловие к её книге Only Love), основатель «Института исследований религии в Америке» Джон Мелтон и многие другие.

## Биография
Шри Дайя Мата родилась в Солт-Лейк-Сити, штат Юта; начала интересоваться духовной жизнью в раннем детстве. Когда Дайя Мате было пятнадцать лет, ей подарили Бхагавад-Гиту, которая подогрела её живой интерес к духовности. В 1931 году, в возрасте 17 лет, стала ученицей Парамахансы Йогананды, основателя SRF/YSS, который в то время активно распространял учение о крийя-йоге в США. Долгое время стенографировала его лекции и редактировала печатные материалы.
Незадолго до своего ухода из жизни Парамаханса Йогананда поручил ей продолжить всемирное распространение учения о крийя-йоге и нравственной жизни. На посту президента SRF/YSS она сменила Раджарси Джанакананду в 1955 году. Шри Дайя Мата активно распространяла учения Йогананды на всех континентах, а также на его родине, в Индии: за время своего президентства совершила пять поездок в эту страну, где вместе с помощниками фактически заново выстраивала работу основанного Йоганандой общества Yogoda Satsanga Society of India (индийского филиала SRF), переживавшего в то время серьёзный упадок.
Управляла SRF/YSS вплоть до своей кончины в 2010 году. За это время в организации появилось в общей сложности более 600 храмов, ашрамов, ретритов и групп (кружков) медитации в 60 странах мира.